# 개성 (성질)
개성(個性, individuality)은 인격의 구성요소로 사람이 각자 가지고 있는 성질이다.

## 같이 보기
- 인격
- 성격
- 개성 유의어
  - 정체성(正體性, identity)
  - 동일성(同一性, 영어: identity, 아이덴티티)
  - 등장인물#캐릭터(Character)
- (영어) 인격적 동일성(PI, Personal Identity)
- 고유성(Endemism)
- 취미
- 취향
- 개인차
- 감성
- (영어) 학풍(學風, School spirit)
- 주체사상